# Tococa hirta
Tococa hirta är en tvåhjärtbladig växtart som beskrevs av Otto Karl Berg och José Jéronimo Triana. Tococa hirta ingår i släktet Tococa och familjen Melastomataceae. Inga underarter finns listade i Catalogue of Life.